# Radio Arrebato
Radio Arrebato es una radio libre española que emite desde la ciudad de Guadalajara a través del 107.4 FM para Guadalajara y alrededores y, desde el 5 de noviembre de 2007, a través de su página web en Internet, radioarrebato.net, para todo el mundo. Es un esfuerzo conjunto de la Asociación de Antiguos Alumnos, Alumnos y Profesores del Instituto “Brianda de Mendoza” (AIBM) con la colaboración del Instituto Brianda de Mendoza, donde se encuentra la emisora, y del Patronato Municipal de Cultura del Ayuntamiento de Guadalajara.
Por sus micrófonos han pasado gente conocida en la esfera local como los periodistas Fernando Rojo, Álvaro Nuño y Antonio Herráiz, o los políticos José Carlos Moratilla, expresidente de la Diputación de Guadalajara, y Jesús Orea y Jorge Badel, concejales del Ayuntamiento de Guadalajara, así como el showman televisivo Miki Nadal .

## Historia
En la primavera de 1987, un grupo de alumnos y profesores del Instituto Brianda de Mendoza, encabezados por el profesor y poeta Fernando Borlán, deciden crear una emisora de radio para retransmitir los actos programados para el 150 aniversario del centro de enseñanza, entre ellos un taller de poesía realizado por Rafael Alberti, Benjamín Prado y Joaquín Sabina. Pero pronto surgió el propósito de crear una emisión estable donde alumnos y profesores del instituto pudiesen radiar programas diariamente.
Rápidamente encontró un lugar importante entre las radios de Guadalajara, poniéndose en audiencia a la altura de las radios comerciales que radiaban por aquel entonces en la ciudad. Así hasta que en 1989 fue denunciada por presunta "ilegalidad" ante la Dirección General de Telecomunicaciones, que procedió a su cierre en octubre de ese año. No fue hasta la primavera de 1990 cuando se procedería a su reapertura cuando, tras la movilización de ciudadanos y políticos locales, se consiguió demostrar su "alegalidad".
Con el comienzo del curso 1990-1991 comenzaría una nueva etapa en Radio Arrebato. Primero, la iniciativa cultural que caracteriza a Radio Arrebato la llevó a ser partícipe de la retransmisión íntegra, y año tras año, del Maratón de los Cuentos que se celebra todos los meses de junio en Guadalajara. También, la inquietud musical que mostraba muchos de sus programas hizo emerger en 1995 el festival Panal Rock, que se celebraría con gran éxito de asistencia durante cinco años gracias a la presencia de grupos noveles por aquel entonces tales como Dover, Chucho, Hamlet, Los Planetas o Manta Ray, y otras más consolidadas como Los Enemigos. Con la desaparición del festival Panal Rock, Radio Arrebato siguió colaborando en otros proyectos musicales como el Festival Panorámico Musical.
Tras unos años de crisis en los que la programación descendió a bajo mínimos, pues tan sólo se llegaban a radiar un pequeño puñado de programas a la semana, en 2007, con el impulso del periodista local Fernando Rojo y de Juan Claudio Abánades, que ha montado lo necesario para que Radio Arrebato saliera de su ostracismo, y tras el convenio firmado con el Ayuntamiento de Guadalajara en 2007 y renovado en múltiples ocasiones, resurge la iniciativa de revitalizar la emisora con una importante renovación de equipos y lanzándola a la emisión por Internet, llegando a 32.000 oyentes de su podcast en la temporada 2015-2016. La temporada 2007-2008 dio comienzo a una nueva etapa en la que Radio Arrebato emite de manera continua con una numerosa y variada programación, llegando hasta los 30 programas semanales en la temporada 2016-2017, y a los 35 para el inicio de la temporada 2023-2024.

## Programación
Radio Arrebato emite en directo de lunes a viernes de 15:30 a 21:30, con redifusiones de cada programa 6, 12 y 18 horas más tarde, así como fines de semana y festivos .
La programación de la temporada 2023-2024 es muestra muy variada, con 35 programas de una hora de duración con diversos contenidos:

### Lunes
- Tú Puedes Ser Donante. Salud renal. ALCER Guadalajara.
- Cegado Por La Luz. Rock en vinilo de los 70 y 80.
- Guadalajara Verde. Medio ambiente provincial. Ecologistas en Acción Guadalajara.
- Volviendo Del Fin De Semana. Actualidad cultural y social.
- Hablemos De Cultura. Cultura y política. Asociación de Mujeres, Diversidad Social y Cultura Minerva
- Casa Nina. Magazine y tertulia.
- El martillo metálico. Heavy metal y todas sus vertientes. En activo desde la primera temporada de Radio Arrebato

### Martes
- Después de la fiebre del oro. Música rock/folk .
- Mr. Keneddy. Música rock & soul y country-blues.
- Little Parrot. Filología inglesa, con los alumnos del proyecto bilingüe del instituto.
- Sin Barreras. Tertulia. ADISFIGU, Asociación de Discapacitados Físicos de Guadalajara.
- 2×1. Magazine musical con peticiones del oyente. AMPA Claudio Pizarro del IES Brianda de Mendoza.
- Radio Tijuana. Música variada: jazz, soul, blues, reggae...
- Culturema. Cultura, actualidad y noticias locales.

### Miércoles
- Voces De Leyenda. Artistas de música, televisión, cine, teatro, etc. de los años 50 a 70. Presentado por Kike Navas.
- Vía Pública. Rock latinoamericano y español.
- La BriandaHora De Los Cuentos. Lectura con la por participación de todos los departamentos del IES Brianda de Mendoza.
- Esto es rock! Rock sinfónico, metal progresivo, thrash metal, rock clásico hard melódico...
- El alambique musical. Música pop, rock, blues, jazz..., de la segunda mitad del siglo XX
- Desbloqueo. Intervención con adolescentes y familias en riesgo o en conflicto. Fundación Unblock.
- Naturguada. Naturaleza, ecología, conservación y medio ambiente en Guadalajara.

### Jueves
- Historias De Juegos. Videojuegos: diseño, sucesos, ...
- Conociéndonos. Tertulia y entrevistas de contenido social y cultural. Asociación Vasija.
- Fuego En El Aire. Reggae, ska, dub...
- O para el mundo. Más de 15 años de actualidad, entretenimiento, noticias, reseñas...
- En La Nube Kinton. Cómic y anime. Club del Comic Buero, IES Buero Vallejo.
- La Voz Deportiva. Últimas novedades deportivas dentro del país como en el exterior.
- Como Lo Cuento. Actualidad y noticias en clave de humor.

### Viernes
- No Podemos Callar. Igualdad e integridad de las mujeres. Asociación Intercultural mujeres – Guadalajara con la colaboración del Instituto de la mujer de Castilla-La Mancha.
- Receta campesina. Música alternativa, varios menús musicales, aderezados con distintos estilos.
- Guadapop Revolution. Música actual.
- La Caja De Bombones. Actualidad, cine, música, deportes, por la Asociación Las Encinas.
- Lencería fina. Actualidad, con retazos de la historia más reciente.
- Folkeando. Difusión de la música folclórica tradiciones de Guadalajara. Ronda de Azuqueca de Henares y Gaiteros de Mirasierra.
- Esto no es como lo habíamos soñado. Garaje, Surf, Northern Soul, Funk, Boogaloo, Jazz, Blues, Ska...

### Programas antiguos
- Guadamaica regage and dubwise radio show. Reggae, dub, sound system...
- Rumbo a Naboombu. Música indie, rock o pop
- Estrellas de metal. Metal, mucho metal.
- El cronómetro. Actualidad del deporte local y provincial.
- Fenómenos. Magazine de humor.
- Una rana en mi maleta. Turismo, viajes, tradiciones, gastronomía.
- Tonetti. Música rock/garage.
- Only in dreams. Pop/Rock de los 90 en adelante.
- San Onofre. Música. Desde 1996.
- Alcarria Savage Tunes. Música electrónica, house, disco, funk...
- Briandando, El Debate, Tertulia de actualidad y todo tipo de temas.
- Hey Ho! Radio Show. Rock & Roll underground.
- Ruido de huesos. Pop primitivista y de vanguardia.
- Radio-Actividad. Música, principalmente sonidos angloamericanos.
- El teatro de los perros. Magazine de música y actualidad.
- El sinfonier. Programa musical de Garage, Beat, Soul, Rithm & Blues, Yeyé...
- El aljibe. Músicas del mundo.
- El velero del cártel. Música soul, jazz y urbana.
- Ansia térmica. Música atemporal.
- Noches de Alaska. Música americana: blues, jazz, country, bluegrass, rock and roll, rockabilly, música sureña, bolero, son, bossanova, tango...